# Radnorshire

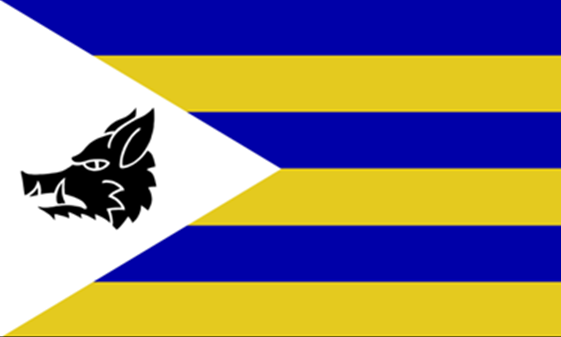
Vlag van Radnorshire

Wapen van Radnorshire

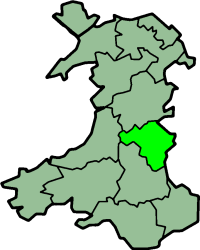
Gebied van het historische Radnorshire

Radnorshire (Welsh : Sir Faesyfed) is een der 13 historische graafschappen van Wales. Volgens de volkstelling van 2011, had het graafschap 25.821 inwoners.  Het maakt nu deel uit van het bestuurlijke hoofdgebied Powys, waarvan het het centrale gedeelte is. 

## Geografie
Het wordt in het noorden begrens door Montgomeryshire en Shropshire, in het oosten door Herefordshire, in het zuiden door Brecknockshire en in het westen door Cardiganshire. New Radnor was de hoofdplaats, alhoewel het bepaalde bestuurlijke bevoegdheden deelde met Presteigne. Het gebied stemde grotendeels overeen met het Welshe Rhwng Gwy a Hafren dat bij Engeland gevoegd werd op het einde van de 11e eeuw. Radnorshire is steeds een arme streek geweest, die een bescheiden rol in de geschiedenis speelde.